# Eupercaria
Eupercaria, dříve též Percomorpharia, je bohatá série řádů (nestandardní taxonomická kategorie užívaná pro zpřehlednění systému paprskoploutvých ryb), jedna z devíti sérií řádů skupiny Percomorphaceae. Morfologické znaky, které by charakterizovaly sérii Eupercaria, nejsou známy, ale její podpora ve fylogenetických analýzách molekulárních dat je vysoká. Vzájemné vztahy mezi početnými podskupinami série Eupercaria nejsou zatím uspokojivě pochopeny, proto zůstávají některé sem zahrnované čeledi nezařazené do řádu (jsou uváděny jako čeledi nejistého postavení – incertae sedis).
Ze všech sérií skupiny Percomorphaceae jsou Eupercaria nejbohatší: patří sem přes 6 000 druhů ryb řazených do 161 čeledí a asi 17 řádů, z nichž nejpočetnější jsou řády ostnoploutví (v moderním, úzkém pojetí), pyskouni nebo dva úspěšné a blízce příbuzné řády silně modifikovaných euperkárií – ďasové a čtverzubci.
V níže uvedeném fylogenetickém stromě euperkárií podle Betancura-R. et al. (2017) jsou kurzívou uvedeny nově (v 10. letech 21. století) zavedené řády, pro něž zatím neexistují formálně ustanovené české názvy (jde o jejich provizorní označení); ostatní názvy řádů viz práce Z. Musilové (2016).
|  | králíčkovcovití (Siganidae)                                                                 |
|  |                                                                                             |
|  | \| \| kaložroutovití (Scatophagidae) \| \| \| \| \| \| očaři (Priacanthiformes) \| \| \| \| |
|  |                                                                                             |
|  | drsnatci (Caproiformes)                                                                     |
|  |                                                                                             |
|  | ďasové (Lophiiformes)                                                                       |
|  |                                                                                             |
|  | čtverzubci (Tetraodontiformes)                                                              |
|  |                                                                                             |
|  | kaložroutovití (Scatophagidae)                                                              |
|  |                                                                                             |
|  | očaři (Priacanthiformes)                                                                    |
|  |                                                                                             |

|  | kaložroutovití (Scatophagidae) |
|  |                                |
|  | očaři (Priacanthiformes)       |
|  |                                |

|  | králíčkovcovití (Siganidae)                                                                 |
|  |                                                                                             |
|  | \| \| kaložroutovití (Scatophagidae) \| \| \| \| \| \| očaři (Priacanthiformes) \| \| \| \| |
|  |                                                                                             |
|  | drsnatci (Caproiformes)                                                                     |
|  |                                                                                             |
|  | ďasové (Lophiiformes)                                                                       |
|  |                                                                                             |
|  | čtverzubci (Tetraodontiformes)                                                              |
|  |                                                                                             |
|  | kaložroutovití (Scatophagidae)                                                              |
|  |                                                                                             |
|  | očaři (Priacanthiformes)                                                                    |
|  |                                                                                             |

|  | kaložroutovití (Scatophagidae) |
|  |                                |
|  | očaři (Priacanthiformes)       |
|  |                                |

|  | králíčkovcovití (Siganidae)                                                                 |
|  |                                                                                             |
|  | \| \| kaložroutovití (Scatophagidae) \| \| \| \| \| \| očaři (Priacanthiformes) \| \| \| \| |
|  |                                                                                             |
|  | drsnatci (Caproiformes)                                                                     |
|  |                                                                                             |
|  | ďasové (Lophiiformes)                                                                       |
|  |                                                                                             |
|  | čtverzubci (Tetraodontiformes)                                                              |
|  |                                                                                             |
|  | kaložroutovití (Scatophagidae)                                                              |
|  |                                                                                             |
|  | očaři (Priacanthiformes)                                                                    |
|  |                                                                                             |

|  | kaložroutovití (Scatophagidae) |
|  |                                |
|  | očaři (Priacanthiformes)       |
|  |                                |

|  | králíčkovcovití (Siganidae)                                                                 |
|  |                                                                                             |
|  | \| \| kaložroutovití (Scatophagidae) \| \| \| \| \| \| očaři (Priacanthiformes) \| \| \| \| |
|  |                                                                                             |
|  | drsnatci (Caproiformes)                                                                     |
|  |                                                                                             |
|  | ďasové (Lophiiformes)                                                                       |
|  |                                                                                             |
|  | čtverzubci (Tetraodontiformes)                                                              |
|  |                                                                                             |
|  | kaložroutovití (Scatophagidae)                                                              |
|  |                                                                                             |
|  | očaři (Priacanthiformes)                                                                    |
|  |                                                                                             |

|  | kaložroutovití (Scatophagidae) |
|  |                                |
|  | očaři (Priacanthiformes)       |
|  |                                |

Nejisté postavení mají v rámci euperkárií následující čeledi: ropušicovití (Centrogenyidae), štikulenkovití (Dinolestidae), kotějkovití (Dinopercidae), bezzubkovití (Emmelichthyidae), štíhlicovití (Malacanthidae), okatcovití (Monodactylidae), mořčákovití (Moronidae), Parascorpididae, pomcovití (Pomacanthidae), kaložroutovití (Scatophagidae), smuhovití (Sciaenidae), králíčkovcovití (Siganidae), ježdíkovcovití (Sillaginidae).